# Passo di Croce Domini
Der Passo di Croce Domini ist ein italienischer Gebirgspass. Er liegt in der Lombardei zwischen dem Idrosee im Südosten und dem Iseosee im Südwesten.

## Lage und Umgebung
Die Passhöhe beträgt 1895 m s.l.m., die Steigung etwa 12 %. Die Straße ist von Breno (Lombardei) nach Bagolino durchgehend asphaltiert. Die Wintersperre dauert von November bis Mai.
Der höchste Punkt der Strecke ist allerdings nicht der Passo Croce Domini selber, sondern der 1943 m s.l.m. hohe Goletto di Cadino, der aus Richtung Idrosee etwa ein Kilometer vorher erreicht wird.
Wie viele andere Pass- und Gebirgsstraßen ist auch diese bei Motorradfahrern wegen ihrer Enge, aber auch wegen ihrer Ausblicke in die Landschaft sehr beliebt.

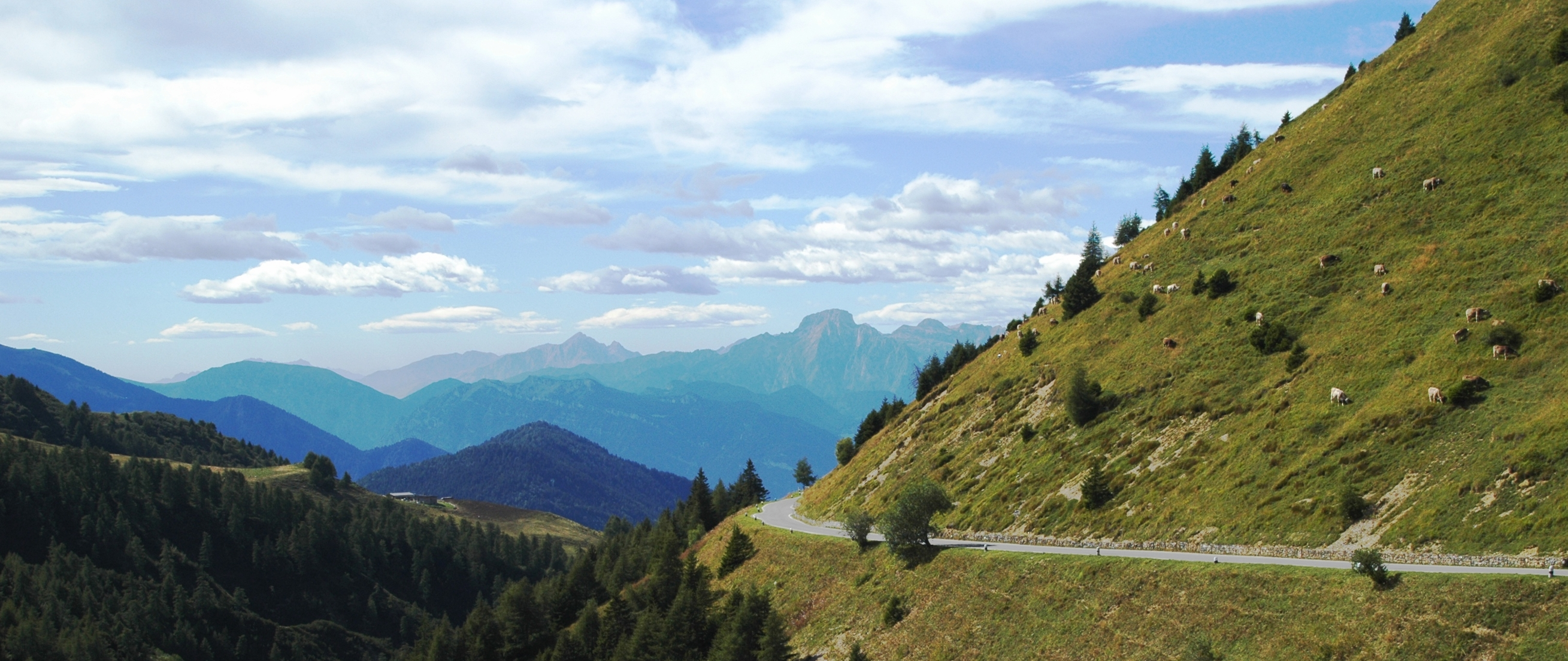
Blick von der Passhöhe
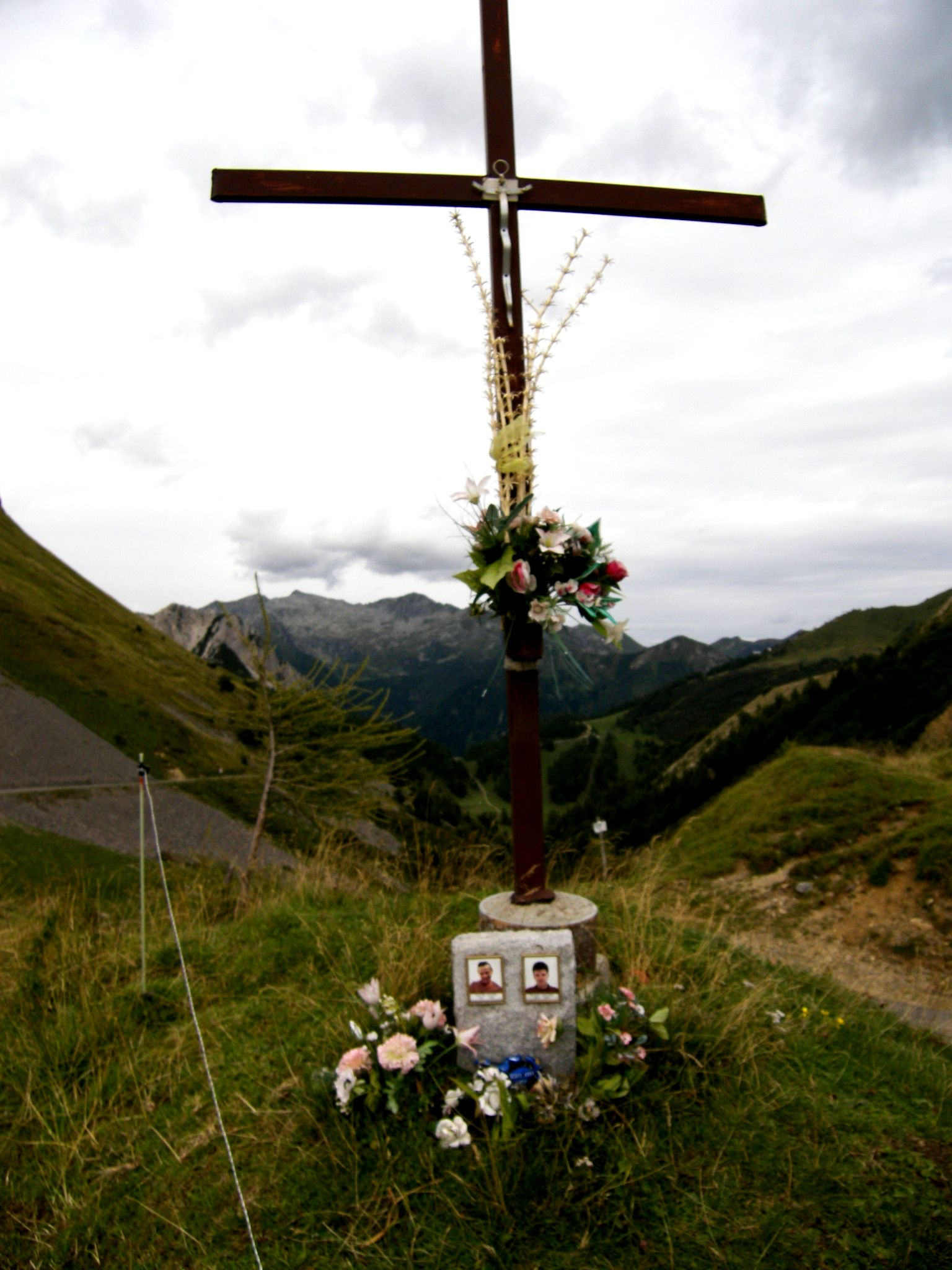
Ein an einen Motorradunfall erinnerndes Gipfelkreuz auf der Passhöhe